# Benzoil-KoA reduktaza
Benzoil-KoA reduktaza (EC 1.3.7.8, benzoil-KoA reduktaza (dearomatizacija)) je enzim sa sistematskim imenom cikloheksa-1,5-dien-1-karbonil-KoA:feredoksin oksidoreduktaza (aromatizacija, formira ATP). Ovaj enzim katalizuje sledeću hemijsku reakciju:
cikloheksa-1,5-dien-1-karbonil-KoA + oksidovani feredoksin + 2 ADP + 2 fosfat {\displaystyle \rightleftharpoons } benzoil-KoA + redukovani feredoksin + 2 ATP + 2H2O
Ovaj enzim je gvožđe-sumporni protein. Za njegov rad je neophodan Mg2+ ili Mn2+. Neaktivan je prema aromatičnnim kiselinama koje nisu KoA esteri.

## Literatura
- Nicholas C. Price; Lewis Stevens (1999). Fundamentals of Enzymology: The Cell and Molecular Biology of Catalytic Proteins (Third изд.). USA: Oxford University Press. ISBN 019850229X.
- Eric J. Toone (2006). Advances in Enzymology and Related Areas of Molecular Biology, Protein Evolution (Volume 75 изд.). Wiley-Interscience. ISBN 0471205036.
- Branden C; Tooze J. Introduction to Protein Structure. New York, NY: Garland Publishing. ISBN 0-8153-2305-0.
- Irwin H. Segel. Enzyme Kinetics: Behavior and Analysis of Rapid Equilibrium and Steady-State Enzyme Systems (Book 44 изд.). Wiley Classics Library. ISBN 0471303097.

## Spoljašnje veze
- Benzoyl-CoA+reductase на 